# Kuzhithurai
Kuzhithurai är en ort i Indien.   Den ligger i distriktet Kanniyakumari och delstaten Tamil Nadu, i den södra delen av landet, 2 300 km söder om huvudstaden New Delhi. Kuzhithurai ligger 57 meter över havet och antalet invånare är 20 611.
Terrängen runt Kuzhithurai är platt. Runt Kuzhithurai är det tätbefolkat, med 913 invånare per kvadratkilometer. Närmaste större samhälle är Neyyāttinkara, 14,7 km nordväst om Kuzhithurai. Omgivningarna runt Kuzhithurai är en mosaik av jordbruksmark och naturlig växtlighet.